# Rhyacophila lambakanta
Rhyacophila lambakanta är en nattsländeart som beskrevs av Schmid 1970. Rhyacophila lambakanta ingår i släktet Rhyacophila och familjen rovnattsländor. Inga underarter finns listade i Catalogue of Life.